# Майер, Ханс (литературовед)
Ханс Ма́йер (нем. Hans Mayer; 19 марта 1907, Кёльн — 19 мая 2001, Тюбинген) — немецкий литературовед, литературный критик и музыкальный критик.

## Биография
Ханс Майер родился в богатой еврейской семье, позднее его родители погибли в Освенциме. В 1925—1929 годах изучал юриспруденцию, историю, политические науки и философию в Кёльне, Бонне, Берлине. В 1930 году защитил докторскую диссертацию Кризис немецкого учения о государстве под руководством Ханса Кельзена. Тогда же вступил в СДПГ, в 1931 перешёл в Социалистическую рабочую партию, откуда был вскоре исключён. С 1932 года состоял в КПГ-Оппозиции. Сотрудничал с левым журналом Der Rote Kämpfer (Красный боец).
После прихода нацистов к власти, в августе 1933 года, Майер эмигрировал во Францию, короткое время был главным редактором газеты эльзасских коммунистов Die Neue Welt (Новый мир). В 1934 году поселился в Женеве, благодаря Гансу Кельзену и Максу Хоркхаймеру получил работу как социолог. В 1935 году Майер отошёл от КПГ-Оппозиции. Его научным ориентиром в эти годы стал Карл Якоб Бурхардт. В 1937—1939 годах вместе с Вальтером Беньямином был членом Коллежа социологии, основанного в Париже Жоржем Батаем, Мишелем Лейрисом и Роже Каюа, изучал тайные общества в Германии эпохи романтизма, показал их роль в становлении нацистской идеологии, символики, риторики.
В 1945 году Майер вернулся в Германию, работал под эгидой американских оккупационных властей в Германском агентстве новостей, на Франкфуртском радио. В 1948 году вместе со своим другом, поэтом Стефаном Хермлином, переселился в советскую оккупационную зону. Преподавал историю литературы в Лейпцигском университете, где под его руководством будущий режиссёр Адольф Дрезен на государственном экзамене представил свою работу по теме «Становление буржуазной комедии в Лейпциге».
Майер был близок к Брехту, при этом имел широкие контакты с Западной Германией, где участвовал в собраниях Группы 47. Однако после 1956 года его отношения с властями ГДР ухудшились. В сентябре 1963 года Майер, отправившись в очередную научную командировку в Западную Германию, не вернулся в ГДР. В 1965 году он возглавил кафедру немецкой литературы в Ганноверского университете. В 1973 году Майер вышел в отставку, с 1975 года проживал в Тюбингене как почётный профессор Тюбингенского университета. К концу жизни потерял зрение, но продолжал диктовать тексты статей и монографий.

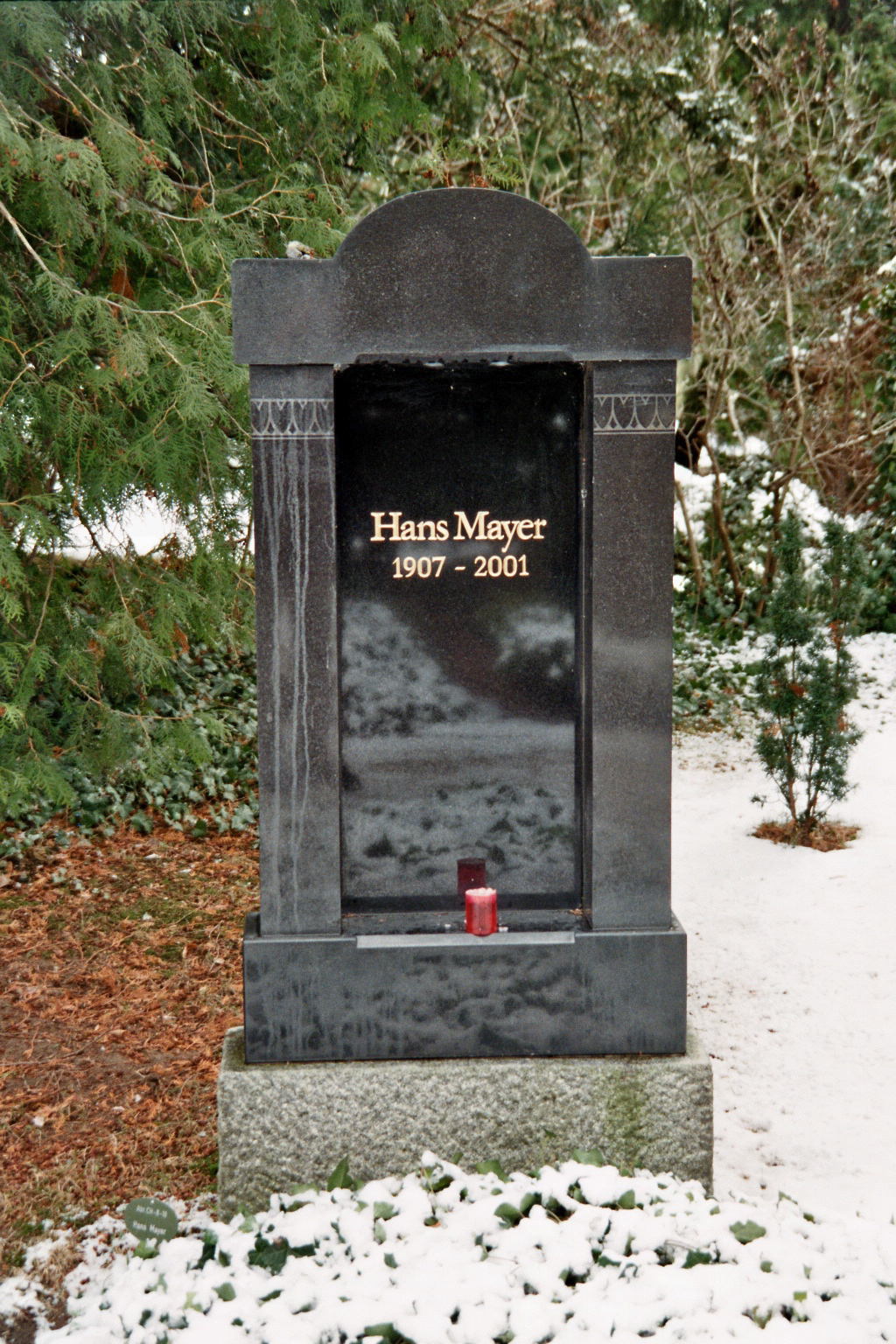
Могила Ханса Майера на Доротеенштадтском кладбище в Берлине

## Научные интересы
Областью интересов Майера была немецкая культура Нового времени от Г. Э. Лессинга до современности. Ему принадлежат монографии о Гёте, Вагнере, Марксе, Георге Бюхнере, Гауптмане, Томасе Манне, Музиле, Бертольте Брехте, Гюнтере Грассе, Уве Йонсоне, Хансе Хенни Янне и др., воспоминания о Целане, Вилли Брандте, он писал о Кафке, Пруст, Джойсе. Его особое внимание привлекали маргиналы и маргинальные группы — женщины, евреи, гомосексуалисты.

## Избранные труды
- Karl Marx und das Elend des Geistes. Studien zur neuen deutschen Ideologie (1948)
- «Рихард Вагнер» (Richard Wagner, 1959)
- «Бертольт Брехт и традиция» (Bertolt Brecht und die Tradition, 1961)
- Zur deutschen Literatur der Zeit (1962)
- Der Repräsentant und der Märtyrer; Konstellationen der Literatur (1971)
- «Брехт в истории» (Brecht in der Geschichte, 1971)
- «Георг Бюхнер и его время» (Georg Büchner und seine Zeit, 1972)
- «Аутсайдеры» (Außenseiter, 1975)
- Ein Deutscher auf Widerruf (1982)
- «„Мы“, аутсайдеры» («Wir» Außenseiter, 1983)
- Widersprüche einer europäischen Literatur (1984)
- «Несчастное сознание. К истории немецкой литературы от Лессинга до Гейне» (Das unglückliche Bewusstsein — Zur deutschen Literaturgeschichte von Lessing bis Heine, 1986)
- «Вавилонская башня» (Der Turm von Babel, 1991; воспоминания)
- «Повороты — О немцах и Германии» (Wendezeiten — Über Deutsche und Deutschland, 1993)
- Versuch über Hans Henny Jahnn (1994)
- «Опровержение. О немцах и евреях»" (Der Widerruf. Über Deutsche und Juden, 1994; воспоминания)
- «Воспоминания о Брехте» (Erinnerungen an Brecht, 1996)
- «Современники: воспоминание и интерпретация» (Zeitgenossen: Erinnerung und Deutung, 1998)
- «Воспоминания о Вилли Брандте» (Erinnerungen an Willy Brandt, 2001)

## Признание
Национальная премия ГДР (1955). Премия немецкой критики (1965). Премия Эрнста Блоха (1988). Премия Генриха Манна (1995). Большой крест со звездой и плечевой лентой ордена «За заслуги перед Федеративной Республикой Германия». Офицер французского Ордена искусств и литературы (1993). Кавалер хорватского ордена князя Трпимира. Член Берлинской академии художеств (1964), почётный член Саксонской академии художеств, почетный доктор и профессор ряда университетов мира, включая Пекинский. Почётный гражданин Лейпцига.